# Nicholas Omonuk
Nicholas Omonuk (nacido c. 1999)    es un activista ugandés por la justicia climática    y fundador de End Fossil Occupy Uganda, un movimiento que aboga por la eliminación progresiva de los combustibles fósiles y una transición justa (un proceso de transformación de las economías y sociedades hacia la sostenibilidad, garantizando al mismo tiempo justicia y equidad para todos, en particular los más vulnerables a los cambios) en África.   Omonuk tiene un título en Economía de la Tierra de la Universidad de Kyambogo,   y ha participado en campañas y conferencias internacionales sobre el clima,  incluidos eventos climáticos globales como el Foro Europeo de Alpbach  Austria,  y conferencias climáticas anuales de la CMNUCC como las Conferencias anuales de las Naciones Unidas sobre el Cambio Climático .  

## Primeros años y educación
Omonuk proviene de una familia de pastores de Pallisa, en el este de Uganda . Proviene de la tribu Iteso, donde cada niño tiene responsabilidades domésticas específicas. Pasó gran parte de su infancia lidiando con la pérdida de estabilidad económica debido a condiciones ambientales como la sequía.  
Omonuk tiene una licenciatura en Ciencias en Economía de Tierras, Evaluación de Tierras y Propiedades (Topografía) de la Universidad de Kyambogo .  

## Activismo
Omonuk fundó End Fossil Occupy Uganda,    un movimiento climático local que aboga por la eliminación progresiva de los combustibles fósiles y una transición justa para África.  Ha formado parte de campañas climáticas para instar a gobiernos y socios de desarrollo a dejar de financiar la energía procedente de combustibles fósiles en todo el mundo con el fin de tener un futuro sostenible para todos.  
Durante el Foro Europeo de Alpbach (Austria), apoyó una huelga climática en la que también cuenta a través de un podcast cómo el cambio climático está obligando a innumerables personas de su tierra a vender sus pertenencias y huir a otros países.  
Apoyó un baño de acción climática en el Dreirosenbrücke de Basilea , Suiza, cuyo objetivo era demostrar la conexión entre la producción de petróleo y la migración.  
Omonuk representó a las Personas y Áreas Más Afectadas (MAPA) en la COP27 y la COP28, abogando por la eliminación gradual de los combustibles fósiles y la puesta en funcionamiento del Fondo de Pérdidas y Daños.  
En diciembre de 2023, asistió a la Conferencia sobre el Clima COP28 en los Emiratos Árabes Unidos . La Conferencia de las Naciones Unidas sobre el Cambio Climático o Conferencia de las Partes de la CMNUCC, más comúnmente conocida como COP, fue la 28ª conferencia de las Naciones Unidas sobre el Cambio Climático que se celebra anualmente durante dos semanas. 
En 2024, coorganizó la Coalición Tierra Agape,  una organización unificada con jóvenes activistas climáticos, ONG y grupos de movimientos de base como miembros. También fue invitado a la COP29 en Azerbaiyán . 

### Crítica a los combustibles fósiles
Los proyectos de combustibles fósiles, como el Oleoducto de Crudo de África Oriental de Uganda (EACOP), se consideran un potencial para impulsar el crecimiento económico y mejorar el acceso a la energía,  aunque han suscitado inquietudes ambientales y se han encontrado con la oposición de activistas ambientales, incluido Omonuk.    Omonuk ha criticado la participación de corporaciones en proyectos controvertidos de combustibles fósiles a nivel local e internacional.    Se opuso a los proyectos de combustibles fósiles por sus posibles efectos sobre las comunidades locales.   
Comisión de Desarrollo de los Servicios Distritales de la UE
En octubre de 2023, Omonuk, junto con el abogado de derechos humanos Maxwell Atuhura, instó a los legisladores de la UE a apoyar la Directiva sobre la debida diligencia en materia de sostenibilidad corporativa (CDSDD).    Afirmó que la directiva podría establecer mecanismos de rendición de cuentas, permitiendo soluciones para los abusos ambientales y de derechos humanos relacionados con las empresas europeas en Uganda,  donde los recursos legales son limitados.   
Sin embargo, algunos grupos de interesados y Estados miembros de la UE se oponen a la directiva porque opinan que impondría cargas regulatorias excesivas, aumentaría los costos de cumplimiento y potencialmente dañaría la competitividad, en particular para las pequeñas y medianas empresas.   